# Гобер, Руди
Руди́ Гобе́р (фр. Rudy Gobert; род. 26 июня 1992 года в Сен-Кантене, Франция) — французский профессиональный баскетболист, играет на позиции центрового. На драфте НБА 2013 года был выбран командой «Денвер Наггетс» под общим 27-м номером. В настоящее время выступает за клуб НБА «Миннесота Тимбервулвз» и национальную сборную Франции.

## Карьера

### Клубная

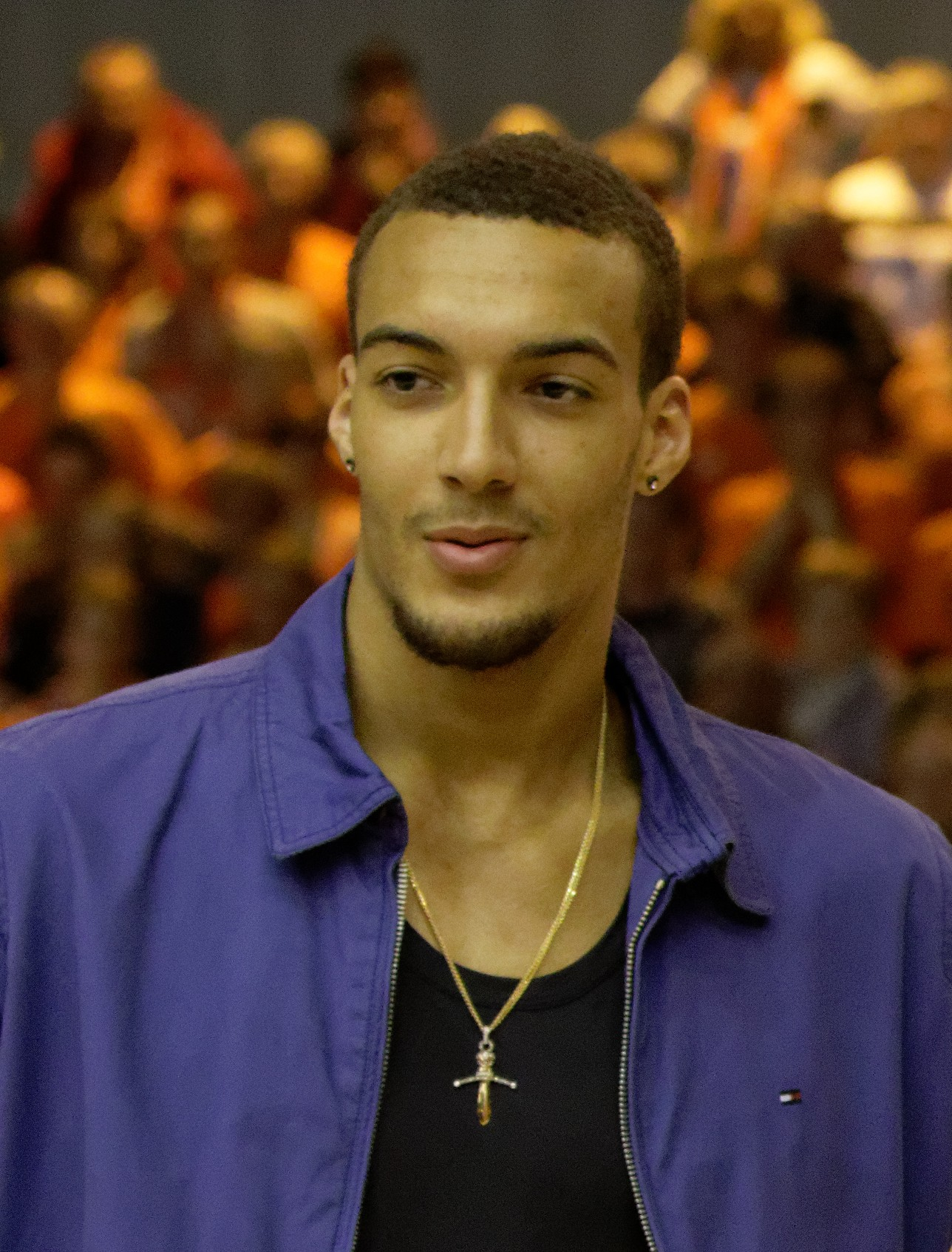
2015 год

Начал профессиональную карьеру в 2009 году в клубе «Шоле», однако до сезона 2011 года выступал за юношескую команду. В сезоне 2010/11 лишь один раз выходил в составе первой команды, набрал 6 очков, совершил 5 подборов, 1 перехват и 1 блок-шот. В сезоне 2011/12 в среднем набирал 4,2 очка и совершал 3,6 подбора в среднем за игру. В составе «Шоле» принял участие в 29 матчах. В сезоне 2012/13 в среднем за 27 матчей набирал 8,4 очка и совершал 5,4 подбора.
Гобер объявил о намерении принять участие в драфте НБА 2013 года и сразу же установил рекорды драфта по размаху рук и точки, до которой он может дотянуться стоя. Рекорд по размаху рук был побит через год Валтером Таваришем.
27 июня 2013 года Гобер был выбран под общим 27-м номером командой «Денвер Наггетс». В день драфта был обменян в команду «Юта Джаз» на 46-й номер драфта, Эрика Грина и денежную сумму. 6 июля 2013 года подписал контракт с «Джаз» и принял участие в Летней лиге НБА 2013 года. 14 декабря 2013 года был отправлен в аренду в клуб Лиги развития «Бейкерсфилд Джэм». 21 декабря был возвращен в команду, где оставался до 4 января 2014 года, а затем вновь отправился в «Джэм». 13 января вновь был возвращён.
В июле 2014 года Гобер вновь выступал в Летней лиге НБА за «Джаз». По результатам сезона 2017/18 был признан лучшим защищающимся игроком, став таким образом вторым французом (после Жоакима Ноа) и пятым иностранцем в этой номинации. В сезоне 2018/19 установил рекорд НБА по числу данков за сезон (статистика по броскам сверху ведётся в организации с 2000 года).
В 2019 году по результатам сезона 2018/2019  второй раз был признан лучшим защищающимся игроком НБА.
В 2020 году принял участие в Матче всех звёзд НБА. В сезоне 2020/21 третий раз был признан лучшим оборонительным игроком НБА (Руди стал четвёртым игроком НБА, удостоенным этой награды не менее трёх раз) и пятый раз подряд включён в первую сборную звёзд защиты. Также Гобер второй год подряд был включён в третью сборную звёзд НБА.
В сезоне 2021/22 вошёл в топ-50 лидеров в истории НБА по блок-шотам за карьеру, для этого Гоберу потребовалось сыграть менее 600 матчей. Также в этом сезоне впервые стал лидером НБА по подборам в среднем за игру (14,7), а также третий раз стал лидером по проценту попадания с игры (71,3 %). Кроме того Гобер показал лучший для себя процент попадания с линии штрафных — 69,0 %, а также шестой раз подряд был включён в первую сборную звёзд защиты.
6 июля 2022 года был обменян в «Миннесоту Тимбервулвз».
9 апреля Гобер вступил в перепалку с товарищем по команде Кайлом Андерсоном во время игры против «Нью-Орлеан Пеликанс». Инцидент произошел во второй четверти, после чего Гоберт был отправлен домой досрочно. На следующий день было объявлено, что Гобер будет дисквалифицирован на одну игру из-за  этого инцидента.
23 октября 2024 года «Миннесота» и Руди Гобер согласовали продление контракта на 3 года и 110 млн долларов.

### Международная

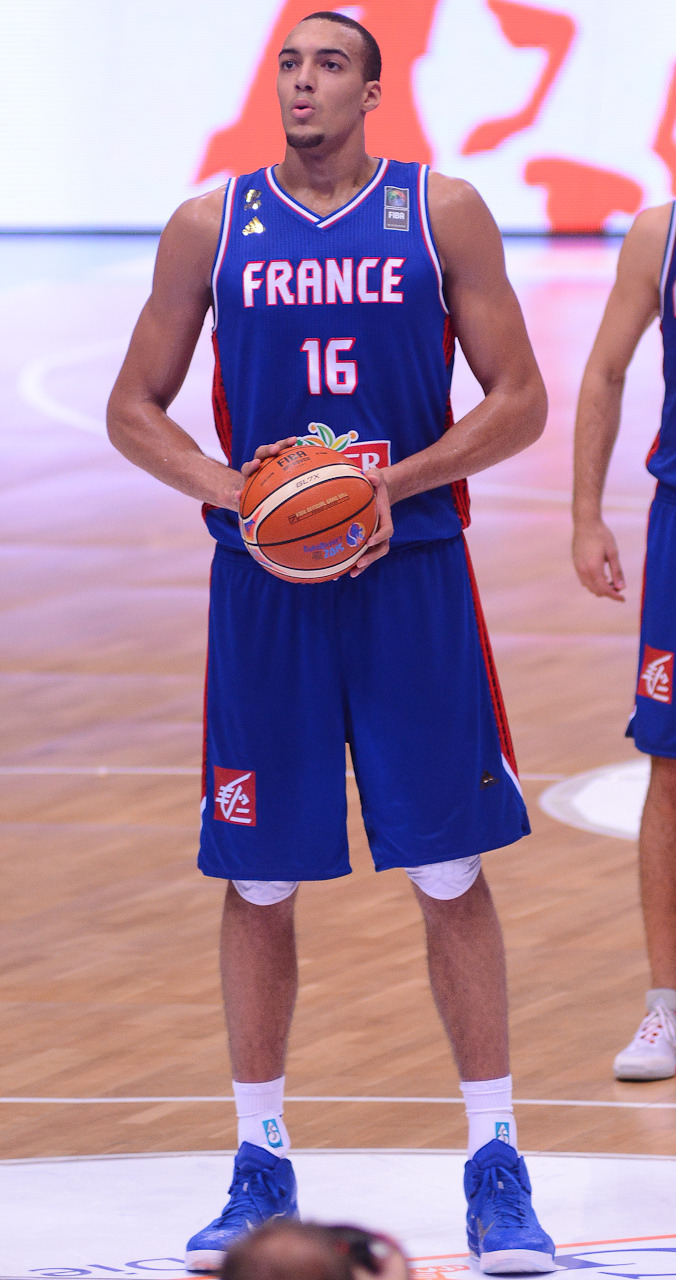
Гобер в составе сборной Франции в августе 2015 года

В 2011 году Гобер завоевал бронзовую медаль на чемпионате Европы по баскетболу для юношей не старше 20 лет, а в 2012 году на чемпионате Европы для юношей не старше 20 лет завоевал «серебро». На турнире 2012 года Гобер вместе с другим французом, Лео Вестерманом попал в символическую сборную чемпионата.
Главный тренер первой французской сборной Венсан Колле вызывал игрока для подготовки к олимпийскому турниру 2012 года. Гобер сыграл в двух товарищеских матчах, набрал 8 очков. В составе национальной команды Франции на чемпионате мира 2014 года завоевал «бронзу».
В 2015 году завоевал бронзу чемпионата Европы. В 2019 году вновь стал бронзовым призёром чемпионата мира. На Олимпийских играх 2020 года Гобер помог сборной Франции дойти до финала. В четвертьфинале Гобер отметился 22 очками в игре против Италии. В решающем матче французы уступили в концовке сборной США (82-87). Гобер, набравший в финале 16 очков и сделавший 8 подборов, был включён в символическую сборную олимпийского турнира.
На Евробаскете-2022 французы вновь дошли до финала, где уступили команде Испании. Гобер блеснул в матче 1/8 финала против Турции (20 очков и 17 подборов), но финал ему не удался — 6 очков и 6 подборов за 27 минут. Тем не менее Гобер, делавший в среднем 9,8 подбора за матч, единственным из французов был включён в символическую сборную турнира.

## Личная жизнь
11 марта 2020 года у Гобера был диагностирован коронавирус. За день до того Гобер после пресс-конференции, на которой иронизировал по поводу болезни, потрогал все микрофоны и диктофоны на столе перед собой, после чего про него было опубликовано много критичных заметок. Вместе с тем были и публикации, призывавшие не ненавидеть Гобера за этот инцидент. Диагноз Гобера стал причиной остановки сезона НБА со следующего дня. 29 марта он был признан полностью здоровым, став первым баскетболистом НБА, кто излечился от коронавируса.

## Статистика

### Статистика в НБА
| Сезон                                                                                    | Команда | Регулярный сезон | Регулярный сезон | Регулярный сезон | Регулярный сезон | Регулярный сезон | Регулярный сезон | Регулярный сезон | Регулярный сезон | Регулярный сезон | Регулярный сезон | Регулярный сезон | Серия плей-офф | Серия плей-офф | Серия плей-офф | Серия плей-офф | Серия плей-офф | Серия плей-офф | Серия плей-офф | Серия плей-офф | Серия плей-офф | Серия плей-офф | Серия плей-офф |
| Сезон                                                                                    | Команда | GP               | GS               | MPG              | FG%              | 3P%              | FT%              | RPG              | APG              | SPG              | BPG              | PPG              | GP             | GS             | MPG            | FG%            | 3P%            | FT%            | RPG            | APG            | SPG            | BPG            | PPG            |
| ---------------------------------------------------------------------------------------- | ------- | ---------------- | ---------------- | ---------------- | ---------------- | ---------------- | ---------------- | ---------------- | ---------------- | ---------------- | ---------------- | ---------------- | -------------- | -------------- | -------------- | -------------- | -------------- | -------------- | -------------- | -------------- | -------------- | -------------- | -------------- |
| 2013/14                                                                                  | Юта     | 45               | 0                | 9,6              | 48,6             | 0,0              | 49,2             | 3,4              | 0,2              | 0,2              | 0,9              | 2,3              | Не участвовал  | Не участвовал  | Не участвовал  | Не участвовал  | Не участвовал  | Не участвовал  | Не участвовал  | Не участвовал  | Не участвовал  | Не участвовал  | Не участвовал  |
| 2014/15                                                                                  | Юта     | 82               | 37               | 26,3             | 60,4             | 0,0              | 62,3             | 9,5              | 1,3              | 0,8              | 2,3              | 8,4              | Не участвовал  | Не участвовал  | Не участвовал  | Не участвовал  | Не участвовал  | Не участвовал  | Не участвовал  | Не участвовал  | Не участвовал  | Не участвовал  | Не участвовал  |
| 2015/16                                                                                  | Юта     | 61               | 60               | 31,7             | 55,9             | 0,0              | 56,9             | 11,0             | 1,5              | 0,7              | 2,2              | 9,1              | Не участвовал  | Не участвовал  | Не участвовал  | Не участвовал  | Не участвовал  | Не участвовал  | Не участвовал  | Не участвовал  | Не участвовал  | Не участвовал  | Не участвовал  |
| 2016/17                                                                                  | Юта     | 81               | 81               | 33,9             | 66,1             | 0,0              | 65,3             | 12,8             | 1,2              | 0,6              | 2,6              | 14,0             | 9              | 9              | 27,3           | 63,5           | 0,0            | 48,0           | 9,9            | 1,2            | 1,0            | 1,3            | 11,6           |
| 2017/18                                                                                  | Юта     | 56               | 56               | 32,4             | 62,2             | 0,0              | 68,2             | 10,7             | 1,4              | 0,8              | 2,3              | 13,5             | 11             | 11             | 34,8           | 65,5           | 0,0            | 60,3           | 10,7           | 1,0            | 0,9            | 2,3            | 13,2           |
| 2018/19                                                                                  | Юта     | 81               | 80               | 31,8             | 66,9             | 0,0              | 63,6             | 12,9             | 2,0              | 0,8              | 2,3              | 15,9             | 5              | 5              | 30,4           | 59,4           | 0,0            | 78,3           | 10,2           | 1,4            | 0,6            | 2,6            | 11,2           |
| 2019/20                                                                                  | Юта     | 68               | 68               | 34,3             | 69,3             | 0,0              | 63,0             | 13,5             | 1,5              | 0,8              | 2,0              | 15,1             | 7              | 7              | 38,6           | 64,9           | 0,0            | 52,4           | 11,4           | 1,1            | 0,6            | 1,4            | 16,9           |
|                                                                                          | Всего   | 474              | 382              | 29,5             | 64,0             | 0,0              | 63,1             | 11,0             | 1,4              | 0,7              | 2,2              | 11,7             | 32             | 32             | 32,9           | 64,0           | 0,0            | 57,2           | 10,6           | 1,2            | 0,8            | 1,9            | 13,2           |
| Наведите курсор мыши на аббревиатуры в заголовке таблицы, чтобы прочесть их расшифровку. |         |                  |                  |                  |                  |                  |                  |                  |                  |                  |                  |                  |                |                |                |                |                |                |                |                |                |                |                |

### Статистика в Д-Лиге
| Сезон                                                                                    | Команда          | Регулярный сезон | Регулярный сезон | Регулярный сезон | Регулярный сезон | Регулярный сезон | Регулярный сезон | Регулярный сезон | Регулярный сезон | Регулярный сезон | Регулярный сезон | Регулярный сезон | Серия плей-офф | Серия плей-офф | Серия плей-офф | Серия плей-офф | Серия плей-офф | Серия плей-офф | Серия плей-офф | Серия плей-офф | Серия плей-офф | Серия плей-офф | Серия плей-офф |
| Сезон                                                                                    | Команда          | GP               | GS               | MPG              | FG%              | 3P%              | FT%              | RPG              | APG              | SPG              | BPG              | PPG              | GP             | GS             | MPG            | FG%            | 3P%            | FT%            | RPG            | APG            | SPG            | BPG            | PPG            |
| ---------------------------------------------------------------------------------------- | ---------------- | ---------------- | ---------------- | ---------------- | ---------------- | ---------------- | ---------------- | ---------------- | ---------------- | ---------------- | ---------------- | ---------------- | -------------- | -------------- | -------------- | -------------- | -------------- | -------------- | -------------- | -------------- | -------------- | -------------- | -------------- |
| 2013/14                                                                                  | Бейкерсфилд Джэм | 8                | 8                | 27,0             | 74,1             | 0,0              | 70,5             | 11,4             | 0,4              | 0,6              | 3,0              | 13,9             | Не участвовал  | Не участвовал  | Не участвовал  | Не участвовал  | Не участвовал  | Не участвовал  | Не участвовал  | Не участвовал  | Не участвовал  | Не участвовал  | Не участвовал  |
|                                                                                          | Всего            | 8                | 8                | 27,0             | 74,1             | 0,0              | 70,5             | 11,4             | 0,4              | 0,6              | 3,0              | 13,9             | Не участвовал  | Не участвовал  | Не участвовал  | Не участвовал  | Не участвовал  | Не участвовал  | Не участвовал  | Не участвовал  | Не участвовал  | Не участвовал  | Не участвовал  |
| Наведите курсор мыши на аббревиатуры в заголовке таблицы, чтобы прочесть их расшифровку. |                  |                  |                  |                  |                  |                  |                  |                  |                  |                  |                  |                  |                |                |                |                |                |                |                |                |                |                |                |

### Статистика в других лигах
| Сезон                                                                                   | Команда   | Лига              | GP | GS | MPG  | FG%  | 3P% | FT%   | RPG | APG | SPG | BPG | PPG |  |
| 2010/11                                                                                 | Шоле      | Чемпионат Франции | 1  | 0  | 13,0 | 50,0 | 0,0 | 100,0 | 5,0 | 0,0 | 1,0 | 0,0 | 6,0 |  |
| 2011/12                                                                                 | Все клубы | Все лиги          | 35 | 20 | 13,5 | 72,1 | 0,0 | 42,9  | 3,7 | 0,2 | 0,3 | 1,3 | 3,9 |  |
| 2011/12                                                                                 | Шоле      | Чемпионат Франции | 29 | 20 | 13,4 | 76,0 | 0,0 | 42,9  | 3,6 | 0,2 | 0,2 | 1,3 | 4,2 |  |
| 2011/12                                                                                 | Шоле      | Кубок Европы      | 6  | 0  | 13,8 | 45,5 | 0,0 | 42,9  | 4,3 | 0,2 | 0,7 | 1,3 | 2,2 |  |
| 2012/13                                                                                 | Все клубы | Все лиги          | 30 | 20 | 21,4 | 72,5 | 0,0 | 69,7  | 5,0 | 0,4 | 0,7 | 1,7 | 8,1 |  |
| 2012/13                                                                                 | Шоле      | Чемпионат Франции | 27 | 19 | 22,7 | 71,8 | 0,0 | 70,4  | 5,4 | 0,4 | 0,7 | 1,8 | 8,4 |  |
| 2012/13                                                                                 | Шоле      | Кубок Европы      | 3  | 1  | 10,4 | 85,7 | 0,0 | 60,0  | 2,0 | 0,0 | 0,7 | 1,0 | 5,0 |  |
|                                                                                         |           | Всего             | 66 | 40 | 17,1 | 71,9 | 0,0 | 63,2  | 4,3 | 0,3 | 0,5 | 1,5 | 5,8 |  |
| Наведите курсор мыши на аббревиатуры в заголовке таблицы, чтобы прочесть их расшифровку |           |                   |    |    |      |      |     |       |     |     |     |     |     |  |